# Valdelaume
Valdelaume est une commune nouvelle française résultant de la fusion — au 1er janvier 2019 — des communes de Ardilleux et Bouin, Hanc et Pioussay située dans le département des Deux-Sèvres, en région Nouvelle-Aquitaine.

## Géographie

### Climat
Le climat qui caractérise la commune est qualifié, en 2010, de « climat océanique altéré », selon la typologie des climats de la France qui compte alors huit grands types de climats en métropole. En 2020, la commune ressort du même type de climat dans la classification établie par Météo-France, qui ne compte désormais, en première approche, que cinq grands types de climats en métropole. Il s’agit d’une zone de transition entre le climat océanique, le climat de montagne et le climat semi-continental. Les écarts de température entre hiver et été augmentent avec l'éloignement de la mer. La pluviométrie est plus faible qu'en bord de mer, sauf aux abords des reliefs.
Les paramètres climatiques qui ont permis d’établir la typologie de 2010 comportent six variables pour les températures et huit pour les précipitations, dont les valeurs correspondent à la normale 1971-2000. Les sept principales variables caractérisant la commune sont présentées dans l'encadré ci-après.
| Paramètres climatiques communaux sur la période 1971-2000 - Moyenne annuelle de température : 12 °C - Nombre de jours avec une température inférieure à −5 °C : 2,2 j - Nombre de jours avec une température supérieure à 30 °C : 6,2 j - Amplitude thermique annuelle : 14,9 °C - Cumuls annuels de précipitation : 912 mm - Nombre de jours de précipitation en janvier : 12,1 j - Nombre de jours de précipitation en juillet : 7 j |

Avec le changement climatique, ces variables ont évolué. Une étude réalisée en 2014 par la Direction générale de l'Énergie et du Climat complétée par des études régionales prévoit en effet que la température moyenne devrait croître et la pluviométrie moyenne baisser, avec toutefois de fortes variations régionales. La station météorologique de Météo-France installée sur la commune et en service de 1977 à 2014 permet de connaître l'évolution des indicateurs météorologiques. Le tableau détaillé pour la période 1981-2010 est présenté ci-après.
| Mois                                  | jan.             | fév.             | mars          | avril         | mai             | juin           | jui.           | août           | sep.          | oct.          | nov.            | déc.            | année      |
| ------------------------------------- | ---------------- | ---------------- | ------------- | ------------- | --------------- | -------------- | -------------- | -------------- | ------------- | ------------- | --------------- | --------------- | ---------- |
| Température minimale moyenne (°C)     | 2                | 1,9              | 3,8           | 5,5           | 9,1             | 12,1           | 14             | 13,8           | 11,3          | 8,9           | 4,7             | 2,5             | 7,5        |
| Température moyenne (°C)              | 5,1              | 6                | 8,7           | 10,9          | 14,9            | 18,2           | 20,5           | 20,4           | 17,3          | 13,6          | 8,4             | 5,6             | 12,5       |
| Température maximale moyenne (°C)     | 8,3              | 10               | 13,6          | 16,4          | 20,7            | 24,4           | 27,1           | 27             | 23,4          | 18,3          | 12              | 8,7             | 17,5       |
| Record de froid (°C) date du record   | −17,1 16.01.1985 | −12,8 08.02.1991 | −10 02.03.05  | −3,5 07.04.08 | −1,7 04.05.1979 | 2,4 07.06.1989 | 5,4 03.07.1980 | 3,8 30.08.1986 | 2,5 28.09.08  | −2,5 25.10.03 | −7,8 21.11.1993 | −11 17.12.09    | −17,1 1985 |
| Record de chaleur (°C) date du record | 17,9 15.01.1996  | 23,9 15.02.1998  | 26,5 20.03.05 | 32 30.04.05   | 35 29.05.01     | 39 22.06.03    | 39 13.07.03    | 42 13.08.03    | 35,5 03.09.05 | 32,5 01.10.11 | 21,8 03.11.1994 | 18,6 03.12.1985 | 42 2003    |
| Précipitations (mm)                   | 87,5             | 67,1             | 63,9          | 74,3          | 72,6            | 54,3           | 55,4           | 49,8           | 61,9          | 93,5          | 95,5            | 102,3           | 878,1      |

## Urbanisme

### Typologie
Au 1er janvier 2024, Valdelaume est catégorisée commune rurale à habitat dispersé, selon la nouvelle grille communale de densité à sept niveaux définie par l'Insee en 2022.
Elle est située hors unité urbaine et hors attraction des villes,.

### Risques majeurs
Le territoire de la commune de Valdelaume est vulnérable à différents aléas naturels : météorologiques (tempête, orage, neige, grand froid, canicule ou sécheresse), inondations, mouvements de terrains et séisme (sismicité modérée). Il est également exposé à un risque technologique,  le transport de matières dangereuses. Un site publié par le BRGM permet d'évaluer simplement et rapidement les risques d'un bien localisé soit par son adresse soit par le numéro de sa parcelle.

#### Risques naturels
Certaines parties du territoire communal sont susceptibles d’être affectées par le risque d’inondation par débordement de cours d'eau, notamment l'Aume. La commune a été reconnue en état de catastrophe naturelle au titre des dommages causés par les inondations et coulées de boue survenues en 1982, 1983, 1999 et 2010,.

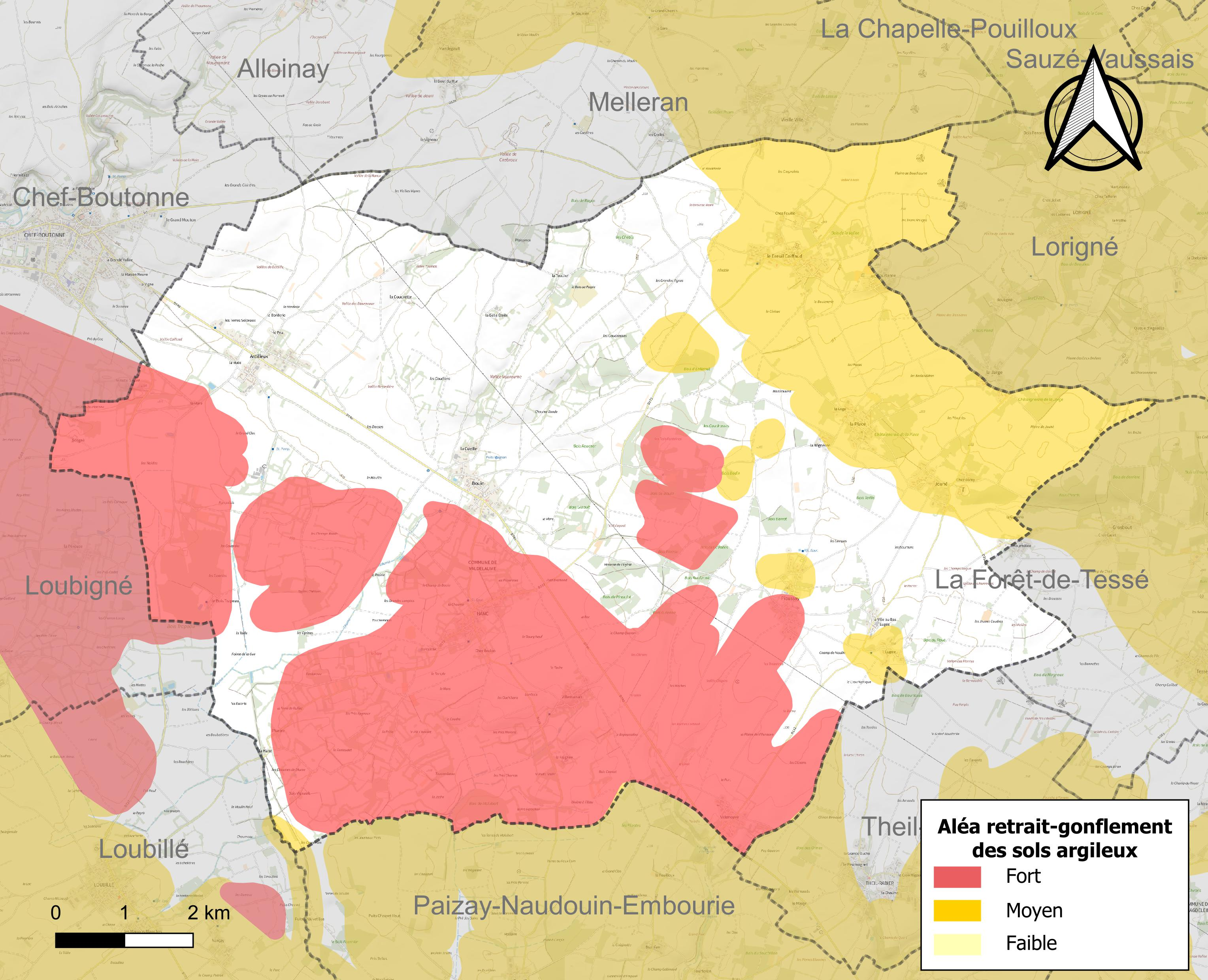
Carte des zones d'aléa retrait-gonflement des sols argileux de Valdelaume.

Les mouvements de terrains susceptibles de se produire sur la commune sont des tassements différentiels. Le retrait-gonflement des sols argileux est susceptible d'engendrer des dommages importants aux bâtiments en cas d’alternance de périodes de sécheresse et de pluie. 54,4 % de la superficie communale est en aléa moyen ou fort (54,9 % au niveau départemental et 48,5 % au niveau national). Depuis le 1er octobre 2020, en application de la loi ELAN, différentes contraintes s'imposent aux vendeurs, maîtres d'ouvrages ou constructeurs de biens situés dans une zone classée en aléa moyen ou fort,.
La commune a été reconnue en état de catastrophe naturelle au titre des dommages causés par la sécheresse en 2009 et par des mouvements de terrain en 1999 et 2010.

## Toponymie

### Valdelaume
Le nom de la commune provient de la rivière Aume qui prend sa source à Bouin.
La forme la plus ancienne attestée du nom de la rivière est Lauma en 1312,,. Sur la carte de Cassini, Losme.
Le L a été ensuite interprété comme un article défini, d'où les formes actuelles : l'Aume, l'Osme.
Ce nom proviendrait d'un pré-latin *lamma « endroit bourbeux »,.

### Ardilleux
Ardilleux apparaît en 990 sous le nom d'Arzilocus, issu du latin argilla (argile) avec le suffixe -ossum. Argile se dit ardile en poitevin, la forme actuelle est une francisation partielle du poitevin ardilous (argileux).

### Bouin
Bouin apparaît sous la forme Bonno en 937 puis Bugnus vers 980,. Il provient d'un nom d'homme gallo-romain *Bonius, ou *Bondius.

### Hanc
Hanc apparaît sous les formes Aent vers 1039,, Ayens seu de Hento en 1300,, Hant en 1769, Ham en 1782,.
Provient probablement d'une racine gauloise oronymique ag- avec le suffixe -entum. La racine ag- se retrouve dans le nom d'Agen, sous la forme aginnon « hauteur »,. On peut aussi penser au gaulois agannus « rocher, butte rocheuse », agannt- « borne, frontière ».

### Pioussay
Pioussay apparaît sous la forme Poziciacus au XIIe siècle, puis Poinçay en 1300, Piossay en 1643. Il peut provenir d'un nom d'homme latin *Posicius voire Ponticus, avec le suffixe -(i)acum.

## Histoire
La commune de Valdelaume est créée par l'arrêté préfectoral du 26 juin 2018 avec effet au 1er janvier 2019.

### Histoire d'Ardilleux
La Motte-Tuffeau (ou Motte-Tuffaud), située en limite de la commune, 40 m de diamètre, 20 m de haut, a été fouillée en 1971 par Raymond Proust. Il y a trouvé au sommet les restes de substructions d'un donjon carré, avec à chaque angle, une saillie arrondie marquant probablement les fondations d'une tour.
Une charte de Saint-Hilaire de Poitiers, en 990, signale la dotation de deux maisons avec vignes, prés, vergers, terres arables et dépendances, par Folcon à sa fiancée Alba, dans le hameau qui deviendra le bourg d'Ardilleux.
Dès 1652, Ardilleux avait un maître d'école.
En 1744, la paroisse comprenait huit domaines. On y trouvait un moulin à vent.
L'église Saint-Junien dépendait de l'abbaye de Nouaillé. Vendue pendant la Révolution et convertie en grange, elle fut restaurée en 1866.

### Histoire de Bouin
L'histoire de Bouin est commune à l'histoire du comté de Poitiers, puis à celle de l'Angoumois, puis enfin à celle du département des Deux-Sèvres : peuplement celte des Gaulois, domination de l'Empire romain en -52, expansion du christianisme à partir du IVe siècle, domination du Royaume Wisigoth en 418 puis des Francs en 507, domination des Capétiens en 987 puis des Plantagenêts en 1152, rattachement à la Couronne de France en 1308 et importance du protestantisme au XVIIe siècle.
La région de Bouin est dévastée à de très nombreuses reprises par les guerres : guerre civile entre Carolingiens, guerre entre Plantagenêts et Capétiens, guerre de Cent Ans et guerres de religion. Par contre, Bouin et ses environs n'auraient pas souffert du passage des Vandales en 407, ni du passage des Maures en 732, ni des raids normands en Poitou et dans la vallée de la Charente de 845 à 868.
- À l'époque de l'indépendance de la Gaule, avant la conquête romaine, Bouin fait partie du territoire des Pictons, séparé au sud des Santons par la forêt d'Argenson. Bouin est située à la lisière nord de la forêt d'Argenson qui sera défrichée au XIe siècle, des lambeaux de forêt subsistant aujourd'hui sous le nom de forêt de Benon, d'Aulnay, de Chizé, de Tusson, de Boixe et de la Braconne. La voie antique qui longe cette lisière nord, relie Niort à Périgueux en passant par Chef-Boutonne, Bouin, Embourie (vestiges gallo-romains), Villefagnan, le gué de la Charente à Bayers/Aunac et Chasseneuil-sur-Bonnieure (camp romain, voie romaine). Cette voie de lisière croise deux voies qui traversent la forêt d'Argenson à proximité de Bouin : à Brioux-sur-Boutonne l'importante artère antique qui relie Poitiers à Saintes, qui sera l'un des principaux chemins du pèlerinage de Saint-Jacques-de-Compostelle ; à proximité de Theil-Rabier une voie romaine qui relie Aulnay (camp romain) à Charroux : Villiers-Couture, Couture-d'Argenson, Les Allards, Paizay-Naudouin, Theil-Rabier, La Madeleine, Bannieres, Londigny, Montalembert et Limalonges. L'archéologie aérienne a identifié deux enclos circulaires pré-romains à l'ouest de Bouin, à Touchemarin et aux Essarts (commune d'Hanc).
- À l'époque gallo-romaine, Bouin fera partie de l'Aquitaine Seconde ; la conquête de la Gaule celtique (entre Garonne et Seine) est réalisée en -56 par Jules César, les Pictons, alliés des Romains, fournissant des navires contre les Vénètes ; à l'occasion de la bataille d'Alésia en -52, qui voit la constitution d'une armée gauloise de secours forte de 246 000 hommes, les Santons et les Pictons envoient respectivement 12 000 et 8 000 guerriers ; des vestiges d'établissement gallo-romain seront découverts à Bouin au XIXe siècle. Vers 258, les Alamans et les Francs franchissent le Rhin, ce qui déclenche la période d'Anarchie Militaire au cours de laquelle Bouin fait partie de l'éphémère Empire des Gaules de 260 à 273, sous l'autorité de Postumus puis de Tetricus. Le IVe siècle est l'époque de l'expansion du christianisme (saint Hilaire de Poitiers, saint Eutrope de Saintes, saint Martin de Tours à Ligugé). Comme dans les zones rurales de Gaule, la paroisse de Bouin est créée à l'emplacement d'une exploitation agricole autonome : villa gallo-romaine, qui deviendra un fief à l'époque de la féodalité.
- À la suite des invasions germaniques au sein de l'Empire romain d'Occident en l'an 406, le Royaume Wisigoth de Toulouse, créé en 418 par un foedus s'étend en Gaule et en Espagne, et comprend Bouin ; la participation des Wisigoths de Théodoric Ier à la bataille des Champs Catalauniques contre les Huns d'Attila en 451 repousse définitivement les Huns qui avaient atteint Orléans ; la chute de l'Empire romain d'Occident, datée de 476 (lorsque Odoacre dépose le dernier empereur d'Occident et renvoie les insignes impériaux à Constantinople) rend indépendant le royaume Wisigoth. Les Wisigoths, peuple de Germains orientaux issus de la région du Danube, avaient vaincu l'Empire romain d'Orient à Andrinople en 376, puis avaient pillé Rome en 410 ; chrétiens ariens, ils créent les duchés (dont celui de Saintes) et les comtés à l'origine des structures médiévales, et perçoivent les impôts des Gallo-romains chrétiens ; ils laissent peu de trace de leur domination, sauf le bréviaire d'Alaric II, mais constituent la première étape de l'apport des peuples Germains aux Gallo-romains de Bouin.
- La victoire de Clovis sur les Wisigoths d'Alaric II en 507 à la bataille de Vouillé, près de Poitiers, fait passer la région de Bouin sous la domination des Francs, peuple de Germains de Rhénanie, qui créent la dynastie des Mérovingiens à laquelle succèdera la dynastie des Carolingiens en 751. À l'occasion du partage de l'Empire carolingien au traité de Verdun en 843, la région de Bouin est attribuée à la Francie occidentale de Charles II le Chauve, mais néanmoins revendiquée par les rois carolingiens d'Aquitaine (liste des ducs d'Aquitaine), ce qui déclenche une longue guerre civile aggravée par les raids normands en Poitou et dans la vallée de la Charente. La paix et la prospérité ne reviendront qu'au début de la dynastie des Capétiens en 987. À l'occasion de cette période troublée, se forme au détriment du Poitou un Angoumois autonome qui s'étendra progressivement jusqu'à Bouin. La création du comté d'Angoumois correspondrait à la création d'une nouvelle voie reliant Poitiers à Bordeaux en passant par Angoulême, traversant à gué la Charente (fleuve) à Mansle. La toponymie révèle que la langue d'oïl s'arrête au Poitou, et que l'occitan débute en Angoumois et Saintonge. À l'époque carolingienne, au IXe siècle, Bouin est le siège d'une viguerie du pagus de Brioux : le Viguier de Bouin administre un ensemble de paroisses proches, sous l'autorité du comte de Brioux ; le viguier réside probablement dans l'ancienne villa gallo-romaine.
- Peu après l'an 1000, Bouin passe au comté d'Angoulême à l'occasion de la donation des vicomtés de Mlles d'Aulnay, de Ruffec et de Confolens par Guillaume V, comte de Poitou et duc d'Aquitaine, à Guillaume IV Taillefer, comte d'Angoulême (Liste des comtes d'Angoulême), son vassal. Cette période voit l'indépendance croissante des petits seigneurs et la construction de forteresses. La viguerie de Bouin est transformée en châtellenie. La seigneurie de Bouin appartiendra successivement aux familles La Lande jusqu'en 1494, puis Turpin de Jouhé jusqu'en 1750, puis Chabot de Bouin jusqu'en 1860. Une voie antique est attestée au Moyen Âge, de Rom à Bouin, en passant par Lorigné : le chemin de la Bounièze.
- En 1137, le mariage d'Aliénor d'Aquitaine, héritière de l'Aquitaine, avec Louis VII, roi de France, rapproche Bouin du domaine royal capétien. Mais le divorce d'Aliénor en 1152 et son remariage avec Henri II Plantagenêt, futur roi d'Angleterre, déclenche une longue période de guerres dans la région (révoltes des seigneurs contre le pouvoir centralisé des Plantagenêts, disputes au sein de la famille Plantagenêt révolte contre leur père en 1173-1174, confiscation des fiefs continentaux par le roi de France, etc.), jusqu'au rattachement de l'Angoumois à la Couronne de France en 1308. La région de Bouin est à nouveau le théâtre de combats entre Anglais et Français, accompagnés de destructions, pendant la guerre de Cent Ans de 1337 à 1453.
- Vers l'an 1500 (et en 1597 de façon attestée), la paroisse de Bouin est le siège d'un archiprêtré du diocèse de Poitiers dépendant de l'archidiaconé de Brioux comprenant les paroisses suivantes au sein de trois provinces : Couture-d'Argenson, La Bataille, Lussay, Lorigné, Melleran et Villemain en Poitou ; Bouin, Hanc, Pioussay, Longré, Paizay, Theil-Rabier, Empuré, Raix, Saint-Fraigne, La Forêt-de-Tessé, Les Gours, Ambourie, et La Chèvrerie en Angoumois ; Loubillé en Saintonge. Cet archiprêtré durera jusqu'au Concordat de 1801. On constate dans la région de Bouin une forte implantation du protestantisme, des destructions pendant les guerres de religion (1562 - 1598), des abjurations forcées par les dragonnades et une émigration à la révocation de l'édit de Nantes (en 1685) : en 1534, Calvin vient prêcher à Villefagnan où un Temple sera construit ; beaucoup de familles nobles adoptent la Réforme (à Longré, à Saveille, à Verteuil, à La Rochefoucauld, etc.). En 1598, Bouin fait partie du marquisat de Ruffec, le seigneur de Volvire recevant le droit de faire de la terre de Ruffec un marquisat fort de 36 paroisses et 200 maisons nobles. Il est probable que le logis de Bouin d'époque Renaissance est ruiné pendant les guerres de religion (l'église romane est également ruinée à cette période), et qu'il est vendu en l'état par les Turpin de Jouhé à François Chabot de Peuchebrun (Longré) vers 1750, qui constitue ainsi une terre pour son fils cadet Joseph Chabot qui reconstruira en 1766 l'actuel logis de style classique (hypothèse à vérifier).
- Joseph Chabot de Bouin (né le 31 décembre 1736 à Peuchebrun, commune de Longré - mort en 1816 à Chef-Boutonne), est la tête de tige des Chabot de Bouin ; il est le fils de François Chabot, écuyer, seigneur de Peuchebrun, et de Marie Tesnon de la Ronce, mariés le 14 juillet 1732 et qui ont 8 enfants (Jacques Chabot de Peuchebrun, Joseph Chabot de Lussay, Nicolas Chabot de Potonnier, Joseph Chabot de Bouin et plusieurs filles). Joseph Chabot de Bouin épouse en 1772 Jeanne Rempnoulx, qui lui donne 2 enfants dont Nicolas Chabot de Bouin. Nicolas Chabot de Bouin (né le 18 septembre 1775) épouse le 26 juillet 1800 sa cousine Françoise Chabot de Peuchebrun (née le 13 février 1783) qui lui donne Nicolas Jules Chabot de Bouin. Nicolas Jules Chabot de Bouin (né à Chef Boutonne le 5 septembre 1807) écrit des romans et des pièces de théâtre ; marié à Paris en 1842 à Céline Rommel, il laisse une fille unique Juliette-Louise (mariée en 1855 à Bouin à Agathon Morisson), dernière descendante des Chabot de Bouin.
- Sous l'Ancien Régime, Bouin est une paroisse de l'Angoumois rattachée au marquisat de Ruffec, Élection d'Angoulême et généralité de Limoges. Bouin est située à proximité immédiate de la frontière des trois provinces d'Angoumois, du Poitou et de Saintonge ; cette situation, éloignée des centres de pouvoir et fluctuante dans l'histoire, ajoutée aux destructions des guerres et à la pauvreté de l'agriculture, expliquera la relative indifférence de la population à la Révolution. À la suite de la convocation des États généraux par Louis XVI, ordonnée le 3 août 1798, communiquée aux baillis et sénéchaux des provinces le 24 janvier 1789, devant se tenir à Versailles le 1er mai 1789, le sénéchal d'Angoulême, chef de la justice dans la province d'Angoumois, convoque le 14 février 1789 les habitants des paroisses (constituant le tiers état) et les invite à exprimer leurs doléances (étant entendu que le clergé et la noblesse s'exprimeront à Angoulême dans leurs ordres respectifs). Tiers État de l'Angoumois : réunis en mars 1789, les paroissiens de Bouin expriment leurs doléances et désignent deux députés : Pierre Pinet et Pierre Sicaud (les paroisses de moins de 200 feux, au sens de feu fiscal, n'ont droit qu'à deux députés). Les députés du tiers état des paroisses de l'Angoumois sont réunis à Angoulême le 11 mars 1789 où il est procédé à la réduction des doléances en quinze cahiers de districts. Le cahier de doléances du district de Ruffec, qui représente Bouin, concerne principalement la liberté individuelle, la propriété et la progression effrayante des impôts depuis 20 ans. Le 21 mars 1789, au couvent des Cordeliers à Angoulême, les quinze districts de l'Angoumois rédigent un cahier de 61 articles concernant principalement les préoccupations professionnelles et corporatistes des robins (noblesse de robe) et des bourgeois. Les quatre députés du Tiers-État de l'Angoumois seront : Étienne-Jean Augier (négociant, adversaire des réformes), Antoine-Joseph Roy (avocat, hostile aux réformes), Jean Marchais (avocat, de santé fragile) et François Pougeard du Limbert (avocat, deviendra bonapartiste). Clergé de l'Angoumois : les trois ordres de la province d'Angoumois se réunissent ensemble en la cathédrale d'Angoulême les 16, 17 et 18 mars 1789, sans pouvoir néanmoins rédiger un cahier commun. Le curé de Bouin a donné pouvoir à un confrère. Le cahier de doléances du clergé de l'Angoumois est un compromis entre les préoccupations de curés favorables aux réformes et les préoccupations d'évêques plus conservateurs. Les deux députés de l'Angoumois seront : Philippe-François d'Albignac de Castelnau, évêque d'Angoulême, et Pierre-Mathieu Joubert, curé de Saint-Martin d'Angoulême (qui rejoindra le tiers état ultérieurement et deviendra préfet du Nord). Noblesse de l'Angoumois : le 19 mars 1789, au couvent des Jacobins à Angoulême, Joseph Chabot de Bouin est présent à la séance qui désigne quinze commissaires rédacteurs. Le cahier de la noblesse concernera principalement le contrôle électif du pouvoir royal. Les deux députés de l'Angoumois seront : Claude-Anne, marquis de Saint-Simon (qui émigrera) et Alexandre-Louis, comte de Culant (qui défendra le maintien en Angoumois de plusieurs communes situées au sud-est de Bouin).
- En 1790, la paroisse de Bouin (de même que les paroisses voisines d'Hanc et de Pioussay), est transformée en commune et est détachée de l'Angoumois (qui formera le département de la Charente) pour être rattachée au département des Deux-Sèvres à la date de sa création.
- En application de la loi Guizot du 28 juin 1833, une école primaire est créée en 1860 dans la partie nord du Logis de Bouin, acquise par la commune au moment de sa vente par Juliette Chabot et de son morcellement ; la partie sud du Logis est transformée en exploitation agricole (famille Bournier), et la partie est (grosse tour, four et communs) est acquise par deux familles de Bouin.
- Pendant la guerre de 1870, Bouin est située à l'écart du front militaire, les armées prussiennes ne dépassant pas Orléans.
- Pendant la Première Guerre mondiale, Bouin est également située à l'écart du front militaire mais déplore plusieurs victimes dont les noms figurent sur le monument aux morts du cimetière communal.
- Pendant la Seconde Guerre mondiale, Bouin fait partie de la zone occupée dès 1940 ; la ligne de démarcation passe à 30 km à l'est de Bouin : Charroux (Vienne), Champagne-Mouton, Saint-Claud ; la libération intervient fin août 1944, à l'issue d'importantes remontées de colonnes allemandes par la N 10, entre Angoulême et Poitiers.

#### Les dates de l'histoire de Bouin
- -52 : le territoire gaulois des Pictons est rattaché à l'Empire romain
- IVe siècle : expansion du christianisme
- 418 : rattachement au royaume wisigoth de Toulouse
- 507 : rattachement au royaume franc par Clovis
- IXe siècle : siège d'une viguerie à l'époque carolingienne
- XIe siècle : rattachement au comté d'Angoulême à sa création
- 1152 : rattachement au domaine des Plantagenêts, construction (probable) de l'église romane
- 1308 : rattachement à la Couronne de France, la seigneurie de Bouin appartient à la famille La Lande, construction (probable) du logis d'époque féodale
- 1494 : la seigneurie de Bouin appartient à la famille Turpin de Jouhé, construction (probable) du logis d'époque Renaissance
- de 1500 (environ) à 1801, la paroisse de Bouin est le siège d'un archiprêtré
- 1562-1598 : le logis d'époque Renaissance et l'église romane sont ruinés pendant les guerres de religion (l'église est restaurée par Jean Turpin avant 1663)
- 1750 : la seigneurie de Bouin appartient à la famille Chabot de Bouin qui construit en 1766 le logis de style classique
- 1789 : les paroissiens de Bouin, le curé de Bouin et Joseph Chabot de Bouin expriment séparément leurs doléances
- 1790 : création de la commune de Bouin et rattachement au département des Deux-Sèvres
- 1797 : vente de l'église comme bien national (jusqu'à son rachat par l'évêque en 1833)
- 1860 : vente et morcellement du Logis, création de l'école communale

### Tempêtes de fin décembre 1999 en Europe
La région de Valdelaume a été frappée par deux tempêtes hivernales intenses : Lothar le 26 décembre 1999, et surtout Martin dans la nuit du 27 au 28 décembre 1999. Des vents ont été enregistrés à environ 200 km/h sur l'île d'Oléron et à Royan, avant de toucher Valdelaume. Plusieurs décès accidentels ont été déplorés aux environs de la commune.

## Politique et administration

### Communes déléguées
| Nom          | Code Insee | Intercommunalité     | Superficie (km2) | Population (dernière pop. légale) | Densité (hab./km2) |
| ------------ | ---------- | -------------------- | ---------------- | --------------------------------- | ------------------ |
| Hanc (siège) | 79140      | CC Mellois en Poitou | 18,12            | 258 (2016)                        | 14                 |
| Ardilleux    | 79011      | CC Mellois en Poitou | 10,35            | 179 (2016)                        | 17                 |
| Bouin        | 79045      | CC Mellois en Poitou | 8,33             | 132 (2016)                        | 16                 |
| Pioussay     | 79211      | CC Mellois en Poitou | 13,77            | 297 (2016)                        | 22                 |

### Liste des maires
| Période      | Période  | Identité           | Étiquette | Qualité             |
| ------------ | -------- | ------------------ | --------- | ------------------- |
| janvier 2019 | En cours | Emmanuel Caquineau |           | Exploitant agricole |

## Culture locale et patrimoine

### Lieux et monuments

#### L'église d'Ardilleux
Église romane de saint Junien

#### L'église de Bouin
L’église Notre-Dame du Xe siècle, inscrite depuis 1926 à l'inventaire supplémentaire des monuments historiques ; le chœur abrite la tombe de Jean Turpin, écuyer, décédé en 1663.

#### La Motte-Tuffeau
Ancienne motte féodale. Dénommée Motte-Tuffeau sur la carte de Cassini puis Motte-Tuffaud sur plusieurs cartes (carte de l'état-major, carte IGN de 1950...).
Culmine à 116 m, elle mesure 20 m de diamètre à son sommet et 40 m à sa base.
Les fouilles effectuées par Raymond Proust en 1969 et 1971 ont révélé qu'il s'agit d'une motte défensive artificielle dont l'activité s'étend au moins du IXe au XIVe siècle.

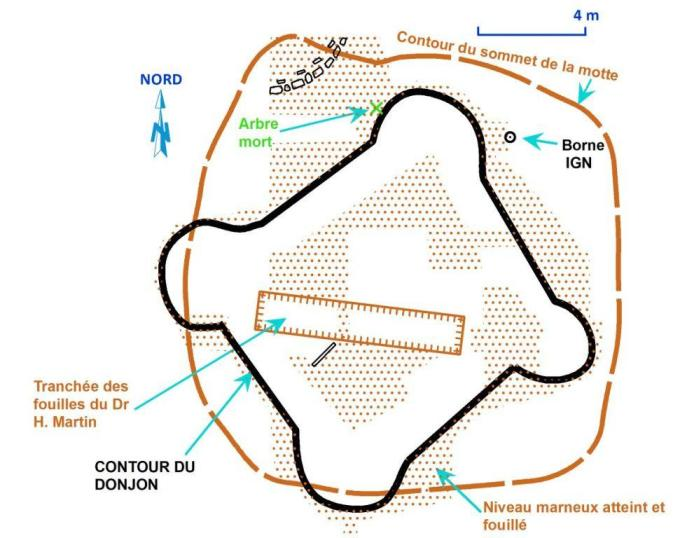
Fouilles de la Motte-Tuffeau.

#### Le Bois-Trapaud
Lieu-dit où saint Junien a séjourné au VIe siècle.

#### Logis de Bouin
Logis du XVIIIe siècle : Il subsiste de l'époque médiévale des vestiges d'une grosse tour (fortification) circulaire, de tourelles d'angle, de courtines et de douves sèches ayant formé une enceinte rectangulaire.

#### Le logis seigneurial à Bouin
Le logis seigneurial construit à l'époque Renaissance dans l'enceinte a été ruiné pendant les guerres de religion, les huguenots tenant le château de Saveille situé à proximité.
Reconstruit et notablement agrandi en 1766 par les Chabot de Bouin, le logis XVIIIe siècle est une vaste construction classique formée d'un corps de logis cantonné de deux ailes symétriques, au centre de l'ancienne enceinte, accessible par un portail central à l'est (communs, four). Morcelé en 1860, transformé en exploitation agricole et école, il est en cours de restauration partielle depuis 1981.

#### Puits de l'Aume
Source de l'Aume, à l'ouest du bourg ; équipée d'un beau lavoir et d'abreuvoirs à bétail. La source n'est pas alimentée en période d'étiage estival.

#### Le méridien de Greenwich
Le méridien de Greenwich traverse Bouin à l'est du territoire communal. L'intersection du méridien de Greenwich et du 46e parallèle nord à Longré a été reconnue par un habitant de Bouin le 29 août 2004.

#### Breuil-Coiffaud
Jardins et logis seigneurial Renaissance, en cours de restauration.

#### Château de Jouhé

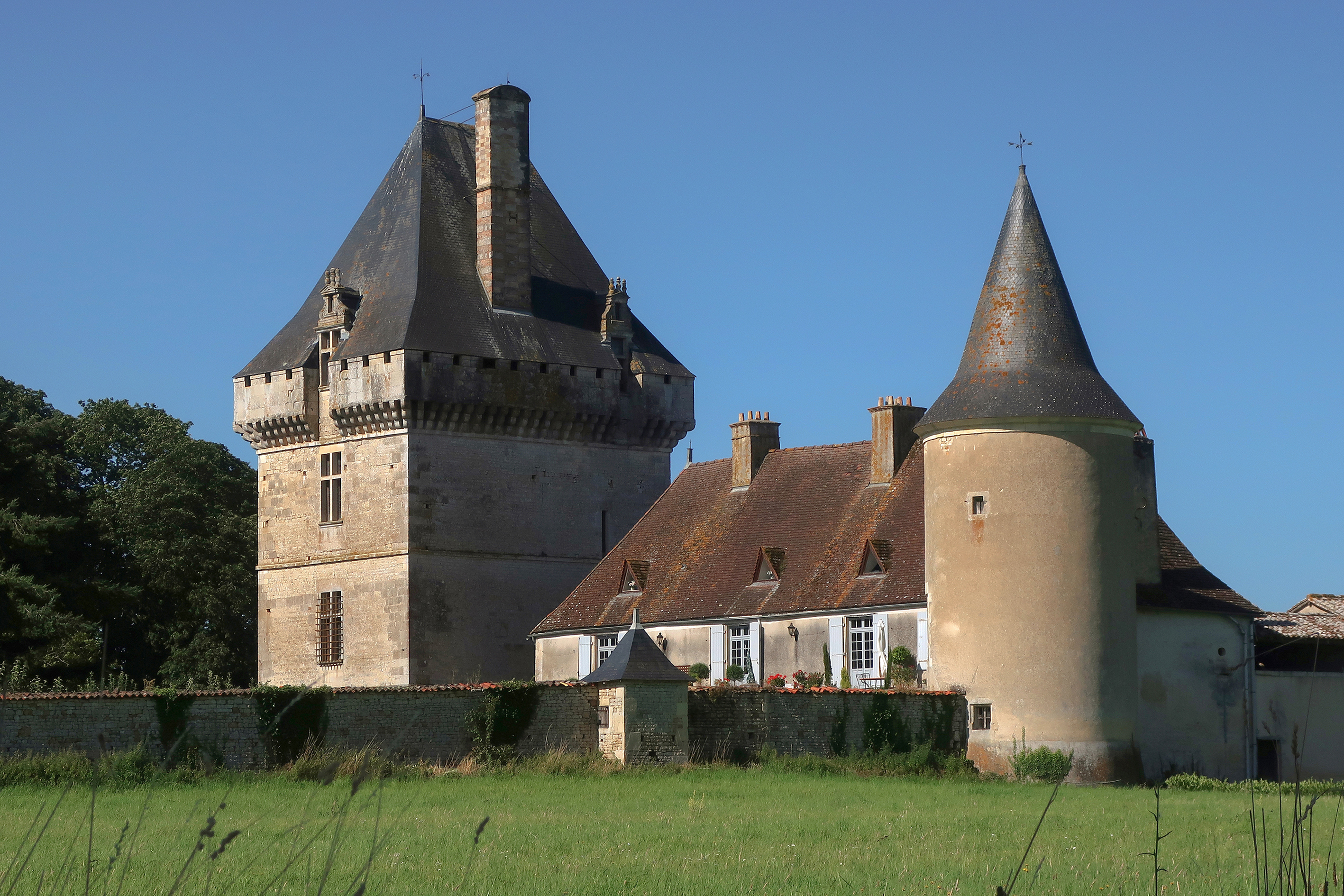
Le château de Jouhé

Le château de Jouhé, au lieu-dit Jouhé à Pioussay, date du XVe et du XVIIe siècle (classé monument historique). Construit en deux parties, relié par un pont-levis datant du XXe siècle. Le donjon est composé de quatre étages.

### Personnalités liées à la commune
- Laurent Cantet, cinéaste réalisateur, a passé à Ardilleux sa plus jeune enfance avec ses parents instituteurs dans la commune.
- Joseph Chabot de Bouin (1736, Longré - 1816, Chef-Boutonne), tête de tige des Chabot de Bouin, il fit construire en 1766 le Logis de Bouin, de style classique.
- Jules Chabot de Bouin (1807, Chef-Boutonne - 1858), écrivain, petit-fils du précédent.

Plusieurs historiens ont publié des articles sur la région et sur Bouin : Henri Beauchet-Filleau (1818-1895), Maurice Poignat (1912-1997), Raymond Proust et André David (enseignant à Longré, en retraite).